# 르네 게농
르네 게농(프랑스어: René Guénon, 1886년 11월 15일 ~ 1951년 1월 7일)은 밀교, "신성한 과학"과 "전통적 연구"에서부터 상징학과 입회에 이르기까지의 주제들에 대해 씀으로써 형이상학 분야에서 영향력있는 인물로 남는 프랑스 지식인이다.
그는 자신의 글에서 그에 의해 "보편적 성격"을 지닌 것으로 정의된 동양 형이상학과 전통을 전수받고 "그들의 정신에 엄격하게 충실하면서" 적용할 것을 서양 독자들에게 제안했다.
그는 24세였던 1910년 이슬람 밀교에 입문했으며 주로 프랑스어로 글을 쓰고 출판했고 그의 작품은 20개 이상의 언어로 번역됐다. 그는 또한 저널 Al Marifah에 아랍어로 기사를 썼다.

## 전기
르네 게농은 1886년 파리에서 160km 떨어진 프랑스 중부 블루아에서 태어났다. 당시 대부분의 프랑스인과 마찬가지로 그는 원래 프랑스의 앙주뱅, 푸아투, 투렌 지방 출신의 로마 가톨릭 가정에서 태어났다. 그의 아버지는 건축가였다. 그는 어머니와 매우 가까웠고, 그에게 읽고 쓰기를 가르쳐준 교사였던 이모 마담 뒤루와는 더욱 가까웠는데, 두 사람 모두 독실한 가톨릭 여성이었다. 1904년에 게농은 파리에서 학생으로 살면서 수학과 철학을 집중적으로 공부했다. 그는 건강이 좋지 않았음에도 불구하고 수학에서 특히 뛰어난 학생으로 알려졌다. 1905년 파리에서 건강 문제로 인해 그는 명문 에콜 폴리테크니크와 에콜 노르말 쉬페리외르 입학 대회 준비를 포기했다.
게농은 파푸스의 감독 하에 몇몇 학생들을 관찰하고 그들과 교류하게 됐다. 게농은 곧 파푸스가 감독하는 비전적 기독교 마르티니스트 교단이 불규칙적이라는 것을 발견했다. 그는 나중에 이 신비주의적 환경이 어떤 진정한 영적 전수도 받지 못했다고 썼다. 그는 Léonce Fabre dessarts(Synesius)가 설립한 프랑스의 영지주의 교회에 가입했다. 그는 역시 이 영지주의 교회를 진지하게 받아들이지는 않았으나, 이를 통해 정기 간행물 La Gnose("영지")의 창립자이자 주요 기고자가 됐고, 1922년까지 "Tau Palingenius"라는 필명으로 글을 썼으며 동양의 영적 전통(도교, 힌두교, 수피즘)에 초점을 맞췄다.
프랑스 오컬티스트와 사이비 프리메이슨 조직에 침투한 그는 다양하고 종종 제대로 정리되지 않은 교리를 "안정된 체계"로 모을 수 있는 가능성에 절망했다. 그의 저서 양의 지배와 시대의 징조에서 그는 프랑스 오컬티스트 운동의 지적 공허함을 지적했는데, 그는 이러한 공허함이 전혀 중요하지 않으며, 더 중요한 것은 동기와 성실성이 의심스러운 일부 개인들의 침투로 인해 손상됐다고 썼다. 정규 프리메이슨 복종에 동참하고자 하는 열망에 따라 그는 고대 스코틀랜드 의례 이후 그랑드 로지 드 프랑스의 테바 지회 회원이 됐다.
게농은 심각한 건강문제로 군 복무에서 전역했다. 그는 이 기회를 이용해 제1차 세계대전 중에 소르본 대학에서 철학을 공부했다. 1917년에 게농은 알제리 세티프에서 1년간 머물며 대학생들에게 철학을 가르쳤다. 제1차 세계대전 이후 그는 글쓰기에 전념하기 위해 교사직을 그만두었고 그의 첫번째 책인 힌두 교리 연구 입문은 1921년에 출판됐다. 1925년부터 게농은 P. Chacornac이 편집한 서평  Le Voile d'Isis("이시스의 베일")에 기고했는데, 1935년 이후 게농의 영향으로 이 서평은 Les Études Traditionnelles("전통연구")로 알려지게 됐다.
그의 전기 작가 Paul Chacornac과 Jean Reyor, André Préau, Frans Vreede와 같은 그의 절친한 친구 또는 협력자가 재현한 표시에 따르면 르네 게농은 필명 Matgioi로 알려진 Georges-Albert Puyou de Pouvourville과의 우정으로 인해 샹카라의 입문 계통과 도교에 대해 알게 됐을 가능성이 있다. Pouvourville은 베트남 통킹(1887년경~1891년)에서 마을의 수장인 Tong-Song-Luat(문장의 달인)에 의해 도교에 입문했다. Paul Chacornac은 게농이 Pourvourville과 함께 프랑스로 와서 잠시 파리에 머물렀던 문장의 달인의 어린 아들 Nguyen Van Cang을 통해 도교를 직접 전수받았을 것이라고 가설을 세웠다. 대부분의 전기 작가들은 그의 삶과 작품에 가장 큰 영향을 미친 만남이 힌두교도들과의 만남이라고 인식하는데, 그중 적어도 한명은 영적 스승은 아니더라도 교사 역할을 했다. 이 만남은 1904년에서 1909년 사이에, 아마도 그가 신비주의 세계에 도착한 직후, 아니면 그 이전에 이뤄졌을 것이다.
그 당시 일부 동양학자들이 유럽 청중에게 힌두 교리를 조각조각 설명하려고 시도했으나, 게농의 힌두 교리 연구 입문은 형이상학과 전통의 개념을 가장 일반적인 의미로 언급함으로써 독특하고 통찰력있는 방식으로 주제를 발전시켰다. 게농은 종교, 전통, 외래주의, 밀교, 신학과 같은 겉보기에 모호하지 않은 용어에 대해 필요한 구별과 정의와 함께 이를 정확하게 정의했다. 게농은 자신의 목적이 힌두교의 모든 측면을 설명하는 것이 아니라 힌두교의 정신을 올바르게 이해하는 데 필요한 지적 기반을 제공하는 것이라고 설명했다. 이 책은 또한 힌두교와 전통에 대한 특정 유럽 작가의 작품으로 일반적으로 엄하게 비난한다. 게농에 따르면 이런 작가는 주제와 그 의미에 대한 심오한 이해가 부족했다. 이 책에는 블라바츠키 부인의 신지학을 통해 대영제국이 힌두교(및 인도 자체) 문제에 정치적으로 개입한 것에 대한 비판적 분석도 포함돼있다. 이 책이 출판되자 그는 파리 사회에서 빠르게 인정을 받았다. 르네 그루세는 그의 저서 "동양철학사"(1923)에서 이미 게농의 작품을 "고전"이라고 불렀다. 앙드레 말로는 훨씬 후에 그것이 "당시로서는 책의 자본"이었다고 말했다. 반면 게농은 신토마스주의 친구들의 반응에 매우 실망했다. 그의 전 지지자 자크 마리탱은 게농의 견해가 "[가톨릭] 신앙과 근본적으로 양립할 수 없다"고 주장했다. 그는 그것을 "이단의 어머니인 고대 영지의 힌두교 복원"이라고 불렀다. 제2차 세계대전 이후 마리탱이 바티칸 주재 프랑스 대사가 됐을 때 그는 게농의 작품을 가톨릭 금서목록에 올려달라고 요청했으나 비오 12세의 거부와 이에 대한 외젠 티세랑 추기경의 지지로 이 요청은 아무런 효력을 발휘하지 못했다.
르네 게농은 1912년에 이슬람을 처음 받아들였다. 그는 순전히 종교적인 즉각적인 개종 개념이 자신의 경우에는 적용되지 않는다고 주장했는데, 이는 그가 이슬람 신앙에 대해 이전에 알고 있었음을 나타낸다. P. Chacornac에 따르면 게농은 이슬람이 주도권 영역에서 진정한 가능성을 유지하면서 서양인이 접근할 수 있는 유일한 진정한 전통들 중 하나라고 생각했다.
1920년 9월, 페르 페이유브는 게농에게 신지학회에 반대하는 책을 써달라고 요청했다. 1921년, 게농은 프랑스의 논설지인 Revue de Philosophie에 일련의 기사를 처음 실었고, 몇 가지 보충 자료와 함께 신지학: 사이비 종교의 역사 라는 책을 썼다. 그의 신지학 비판은 보수적인 가톨릭 신자들에게 호의적인 반응을 얻었다. 그러나 그의 후기 저서 동양과 서양은 그를 가톨릭 지지자들과 멀어지게 했다. 1920~1930년대에 게농은 대중적 명성을 얻기 시작했고, 그의 작품은 파리 안팎의 다양한 주요 지식인과 예술인들에게 주목을 받았다. 또한 이 시기에 동서양 간의 "지적 분열"과 그에 따르면 현대문명의 독특한 본질을 설명하는 그의 책 몇 권이 출판됐다. 현대세계의 위기, 동양과 서양. 1927년에는 그의 저서 중 두번째 주요 교리서인 베단타에 따른 인간과 그의 생성이 출판됐고, 1929년에는 영적 권위와 시간적 권력이 출판됐다. 마지막으로 나열된 책은 게농이 "사제적"(신성한) 권력과 "왕의"(정부) 권력 사이의 근본적인 차이점으로 여겼던 것과 후자가 전자에 대한 특권을 찬탈함으로써 발생하는 부정적인 결과에 대한 일반적인 설명을 제공한다. 이러한 고려사항에서 르네 게농은 현대적 편차의 기원을 그 근원에서 추적한다. 그에 따르면 현대적 편차는 1314년 기사단의 파괴에서 발견된다.
일부 친구와 협력자들의 권유로 게농은 자신의 "전통적 이상"을 기반으로 프랑스에 새로운 프리메이슨 지회를 설립하기로 동의했다. 이 지회는 그가 파리에서 초기에 접했던 다른 지회들을 괴롭혔던 비진실적인 첨가물들을 정화한 것이다. 이 지회는 게농의 책 중 한 권의 제목에서 영감받은 이름인 La Grande Triade("위대한 삼위일체")로 불렸다. 그러나 지회의 초기 설립자들은 창립 후 몇 년만에 헤어졌다. 그럼에도 불구하고 Grande Loge de France에 속한 이 지회는 오늘날에도 활동하고 있다.
1930년에 게농은 파리를 떠나 카이로로 가서 Abdalhaqq-Léon Champrenaud와 이전에 John-Gustaf Aguéli로 알려졌던 Abdalhadi Alaqhili를 만나 이슬람 수피 교단에 입문했다. 그가 도착했을 때 그의 겉모습은 바뀌었고 그는 도시의 대중적인 이슬람 환경에 완전히 푹 빠져 있었다. 게농은 Aguéli에 의해 Shadhili 교단에 입문했고 "Abd al-Wāḥid Yaḥiā"("유일자의 종, John")라는 이름을 받았다. 반면에 Agueli와 Champrenaud는 Sheikh Abderrahman Elish Elkebir에 의해 입문받았다. 게농은 Sheikh Elkebir를 직접 만나려고 했다. 그는 자신이 소속된 수피 영적 계통의 스승이었으나 불행히도 방금 죽었기에 대신 그의 무덤에서 디크르를 하기로 했다. 게농은 Sheikh Abderrahman Elkebir가 죽은 후 Guénon이 속한 Shadhilite 분파의 최고 권위자인 후임 Qutb인 Sheikh Salama Radi를 만났다. 여러 증언에 따르면 그는 게농의 마지막 스승이 됐다. 그는 Khan el-Khalili 주변의 중세 스타일의 이슬람 구역에서 7년동안 살았고 종종 수니파 무슬림 학문의 지적 중심지인 알아즈하르 대학교에 다녔다.
어느 날 아침, 새벽에 후세인 이븐 알리의 유해가 안치된 영묘 앞에 있는 세이드나 엘 후세인 모스크에서 기도하던 중, 그는 노령의 변호사 셰이크 모하메드 이브라힘을 만났는데, 그는 그와 매우 가까워졌다. 게농은 1934년 이브라힘의 막내딸과 결혼하여 네 자녀를 두었다. 1937년, 게농을 숭배했던 영국인 존 레비의 호의 덕분에 부부는 카이로 서쪽, 피라미드 기슭에 있는 현대 두키 지구에 게농의 아내 이름을 딴 작은 빌라 "빌라 파티마"의 소유주가 되었다. 게농은 거의 외출하지 않았고 서양 방문객을 종종 거부했다. 그의 주소는 비밀로 유지됐다. 그는 대부분의 시간을 사무실에서 일하고, 기도실에서 기도하고, 가까운 친구들과 이야기하며 보냈다.
1949년 게농은 이집트 시민권을 취득했다. 세지윅은 게농의 이집트 생활에 대해 저술하면서, 그가 힌두교와 다른 종교에 계속 관심을 가졌으나, 게농의 행위는 순전히 이슬람적이었다는 점을 언급했다.
르네 게농은 1951년 1월 7일 일요일에 64세의 나이로 사망했다. 그의 마지막 말은 "알라"였다.

## 저서

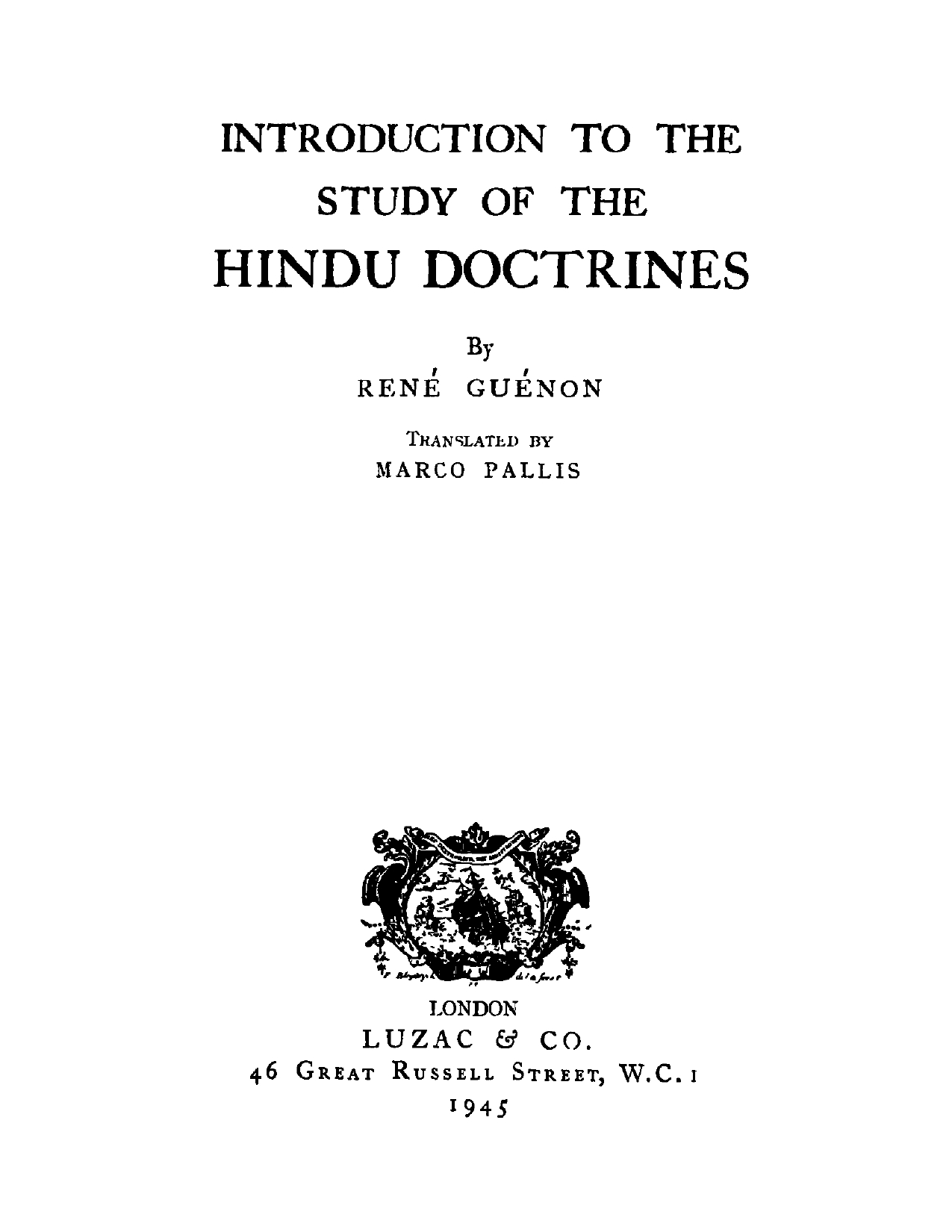
힌두 교리 연구 입문의 영어 번역 제목 페이지

1921년, 게농은 첫 저서 힌두 교리 연구 입문을 출간했다. 그의 목표는 동양인들에게 이해되고 사고되는 것과 같은 동양의 형이상학과 영성을 서양인들에게 제시하는 것이고, 동시에 르네 게농이 서양 오리엔탈리즘과 "신영성주의"(특히 블라바츠키 부인의 신지학을 옹호하는 사람들)의 모든 잘못된 해석과 오해를 지적하는 것이었다.
르네 게농의 작업은 일반적으로 "4가지 주요 주제"로 구분된다.
- 형이상학 기본원리에 대한 설명: 힌두 교리 연구 입문 여기에는 게농이 정의한 "전통"(Tradition, T는 항상 대문자)이라는 용어의 일반적인 정의가 포함돼있으며, 베단타에 따른 인간과 인간의 생성, 십자가의 상징주의, 존재의 다양한 상태, 미적분학의 형이상학적 원리, 동양 형이상학 등이 있다.
- 입회와 밀교에 관련된 기초 연구. 게농은 이 주제를 전통적인 관점에서 완전히 재해석했다. 입회에 대한 관점, 입회와 영적 실현, 단테와 성 베르나르의 밀교, 기독교 밀교에 대한 통찰, 프리메이슨과 콩파뇨나주 연구, 힌두교 연구 등이 있다.
- 상징주의 연구(이는 나중에 Études Traditionnelles이라는 이름으로 알려진 저널 Le Voile d'Isis에 기고한 많은 논문으로 구성됨)를 들 수 있다. 이러한 상징주의 연구들은 미셸 발상이 사후에 펴낸 신성한 과학의 상징에 수록됐다. 위대한 삼위일체, 전통적 형태와 우주의 순환, 이슬람 밀교와 도교에 대한 통찰, 세계의 왕(혹은 세계의 군주로 번역됨) 역시 대부분 상징주의를 다룬다.
- 현대세계와 신영성주의에 대한 비판: 동양과 서양, 현대세계의 위기, 영적권위와 세속적 권력, 신지학: 사이비 종교의 역사, 영성주의의 오류, 양의 지배와 시대의 징조. 후자의 책은 종종 전통적 관점에서 현대세계를 설명한 그의 걸작으로 여겨진다.

## 몇가지 핵심 용어와 아이디어
게농의 저술은 근본적인 의미를 지닌 단어와 용어들을 사용하는데, 이 단어들은 그의 저서 전반에 걸쳐 명확한 정의를 가지고 있다. 르네 게농에 의하면, 이러한 용어와 단어들은 비록 일반적인 의미를 지니고 인문학의 여러 분야에서 사용되고 있지만, 본래의 의미를 상당히 상실했다(예: "형이상학", "입문", "신비주의", "인격", "형상", "물질"과 같은 단어들). 그는 형이상학 연구에 필수적인 것으로 여겨지는 단어의 의미 왜곡이 초래하는 위험을 특히 강조했다.

## 형이상학적 핵심
게농의 작업의 초석을 형성하는 형이상학 교리의 설명은 다음과 같은 책으로 구성된다.
- 힌두 교리 연구 입문
- 베단타에 따른 인간과 인간의 생성
- 존재의 다중 상태
- 십자가의 상징주의
- 동양 형이상학

### 힌두 교리 연구 입문
1921년에 출판된 힌두 교리 연구 입문은 나중에 1925년 12월 17일 소르본 대학에서 한 강의("동양 형이상학")에 포함된 주제를 다뤘으며, 네 부분으로 구성돼있다.
첫번째 부분("예비 질문")은 고전적 오리엔탈리즘을 동양 교리에 대한 깊은 이해로부터 가로막았던 장애물들을 드러낸다(게농이 당시의 오리엔탈리즘을 염두에 두고 있음을 잊지 않으며). 즉, "모든 문명의 기원을 그리스인과 로마인에게서 찾으려는 선입견으로 본질적으로 구성된" "고전적 편견", 고대인들 간의 특정 유형의 관계에 대한 무지, 언어적 어려움, 그리고 연대기와 관련된 특정 질문들에 대한 혼란이 그 예이다. 이러한 혼란은 기록된 형태보다 상당하고도 불확실하게 앞설 수 있는 구전 전승의 중요성을 무시함으로써 가능해졌다. 후자의 오류의 근본적인 예는 오리엔탈리스트가 베다 경전에 정확한 탄생일을 부여하려는 시도에서 발견된다.

### 베단타에 따른 인간과 그의 생성

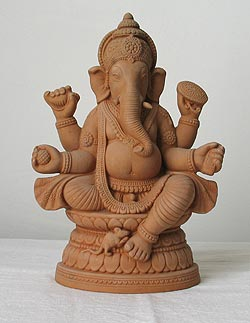
명상과 만트라의 신, 지식의 신, 범주의 신인 가네샤는 십자가의 상징주의 원본 판 표지에 표시된다.

힌두 교리 연구 입문은 동양지성연구에 대한 개방성을 증진하기 위한 적절한 지적 기반을 제공하는 것을 목표로 했다. 힌두교리연구는 그의 저서 베단타에 따른 인간과 그의 생성에서 계속된다. 그는 이 책에서 아디 샹카라의 공식에 따라 인간에 초점을 맞춘 베단타 교리의 일부를 설명했다. 인간의 체질, 상태, 사후 미래, 자아(아트만)와의 동일성, 즉 브라흐마와 동일한 존재의 초월적 원리로 제시되는 존재의 목적에 초점을 맞췄다. "자아"는 본질이며, 인간 같은 존재의 초월적 "원리"이다. 그는 "인격"이 보편적 원리의 질서에 속한다고 명시한다. 순수 형이상학은 "보편적인 것"을 그 영역으로 삼고 있으며, 이는 일반적인 것의 영역 및 철학에서 범주라는 용어로 지칭되는 것과는 비교할 수 없다.
서양사상사에서 스콜라신학의 초월자(Transcendentals)만이 "보편적인 것"에 속한다. "자아"는 모든 현현 상태뿐 아니라 모든 비현현 상태도 포함한다. "자아"를 현현상태의 원리로만 고려한다면, 그에 따르면 힌두교 교리에서 창조주 신에 가장 가까운 개념인 이슈와라와 동일시된다. 모든 현현 상태는 "현현" 또는 "보편적 존재"를 나타내며, 모든 것이 관련돼 있다. 아무것도 근본적으로 현현의 나머지 부분에서 분리될 수 없다. "존재"의 일체성이 있다. 현현의 원리와 마찬가지로 "존재"(개인화된 형태로 고려하면 Sat 또는 이슈바라)는 "하나"이다. 그런 다음 그는 인간 존재의 목적, 즉 인간의 진정한 본질로 이해되는 "자아"와의 동일성을 실현하는 것을 제시한다. 그는 "자아"가 심장으로 상징되는 인간의 생명력있는 중심에 있다고 덧붙인다. 게농에 따르면, 모든 영적 전통에 따르면 심장은 초이성적 지식으로 이해되는 "지성의 자리"이며, "최고 정체성"을 허용하는 유일한 지식 형태이다. 이 초이성적 지식(특히 비이성적이지 않은 지식)은 게농이 그의 책 7장에서 소개한 더 높은 지성인 부디이다. 뇌는 그 자체로 정신의 도구이며, 특히 합리적 사고, 간접적 지식의 도구이다. 모든 존재의 심장에 거주하는 부디는 모든 존재 상태 사이의 통일과 "존재"의 일체성을 보장한다.
"자아", "미현현", 그리고 보편적 "현현"에 대한 일반적인 고찰은 아드바이타 베단타에 따라 소개된다. "보편적 현현"은 존재하는 모든 것이며, 그 발전은 운명을 향해 끊임없이 전개된다. "미현현"은 보편적 현현을 초월하는 모든 것이므로, 부정을 통해서만 지칭될 수 있다. 두번째 장에서는 "자아"와 자아, 또는 "인격"과 "개성"의 근본적인 구분을 확립한다. 전자는 "절대적으로 실재하는" 유일한 존재이다. 이러한 개념들은 우선적으로 고려되는 현실의 다양한 정도와 "초월적" 및 "내재적" 관점에 따라 다양한 명칭으로 분류된다. 이슈와라는 신성한 인격 또는 보편적 현현의 원리이다. 그것은 현현되지 않는다. 왜냐하면 현현의 원리는 스스로 현현될 수 없기 때문이다(이는 "검은 머리"의 상징성과 관련있다. 이슈와라는 "어둠" 속에 머리를 가지고 있다). 아트마, 파라마트마, 브라흐마: 자아는 "어떤 존재와 관련해서든 실제로는 아트마와 동일하다"는 깨달음은 힌두교의 "해탈" 교리의 핵심을 이루며, 이 교리는 이슬람 밀교에서 "최고의 정체성"(힌두교 용어로 표현하면 아트마와 브라흐마의 동일성)이라고 부르는 것과 절대적으로 동일하다.

"이슬람 밀교에서 빌려온 표현에 따르면 '최고 정체성'은 형태상으로 큰 차이가 있음에도 불구하고 이 교리를 비롯한 여러 측면에 있어서 힌두 전통과 근본적으로 동일하다."

프레젠테이션의 엄격함과 질은 게농이 1905-1909년 기간 동안 만났던 힌두교 거장의 질을 언급하며, 그는 그의 책에서 한마디도 하지 않았다. 어떤 사람들은 그가 이 힌두교도들과 직접 인용한 자료들을 공부했을 것이라고 추측했다. 이 책은 매우 호평을 받았고, 때로는 발행 부수가 매우 많은 신문에서 좌우 언론의 많은 찬사를 받았다. 폴 클로델은 Sylvain Lévi와 르네 그루세의 책 옆에 이 책을 두고 언급했다. 이슬람 학자 Louis Massignon은 게농을 만나고 싶어했다. 그 만남은 그해(1925년)에 이루어졌다.
폴 샤코르낙은 로저 드 파스키에의 편지를 인용한다. "1949년 베나레스에 머무르는 동안 르네 게농의 저작에 대해 알게 됐다. 당시 아드바이타 베단타의 대가인 스와미 카르파트리의 측근으로 인도에 살고 있던 알랭 다니엘루가 게농의 저작을 읽어보라고 권했기 때문이다. 그는 게농의 저작을 정통 학자들에게 제출했다. 이들의 평결은 명확했다. 힌두 교리를 다룬 모든 서양인 중에서 게농만이 그 의미를 진정으로 이해했다고 그들은 말했다. 인도 철학 전문가인 학자 미셸 훌랭은 2001년에 베단타에 따른 인간과 그의 미래가 "샹카라 교리에 대한 가장 엄격하고 심오한 해석 중 하나"라고 썼다."

### 십자가의 상징주의
십자가의 상징주의는 "에쉬 셰이크 압데르 라흐만 엘리쉬 엘 케비르의 존경받는 기억에 헌정된" 책이다. 게농이 말했듯, 이 책의 목표는 "거의 모든 전통에 공통적인 상징을 설명하는 것"이며, 이는 이 상징이 위대한 원시 전통과 직접적으로 연관돼있음을 시사하는 사실이다. 서로 다른 전통에 속하는 상징을 해석하는데 따르는 장벽을 완화하기 위해 게농은 종합과 혼합주의를 구분한다. 혼합주의는 외부에서 다소 어울리지 않는 여러 요소들을 조합하는 것으로, 그렇게 볼 때 이 요소들은 결코 진정으로 통합될 수 없다. 혼합주의는 외적인 것이다. 혼합주의의 어느 한 부분에서 발췌하여 이런 식으로 조합한 요소들은 "그 이름에 걸맞은" 교리에 통합될 수 없는, 사실상 차용에 불과하다. 이러한 기준을 십자가의 상징주의의 현재 맥락에 적용해보면 다음과 같다.

종교적 절충주의는 서로 다른 전통적 형태에서 차용한 요소들이 함께 조립된 곳에서 발견할 수 있는데, 이러한 형태들이 시간과 장소의 주어진 상황에 따른 수많은 다른 표현이거나 특정한 조건에 따른 수많은 적응인 단 하나의 교리가 있다는 사실을 전혀 알지 못한 채 조립된 곳에서 발견할 수 있다.

게농에 따르면, 신지학협회의 "교리"와 상징에서 주목할만한 융합주의의 예를 찾아볼 수 있다. 반면, 종합은 본질적으로 내부에서 이뤄지는데, 이는 사물을 그 원리의 통일성 안에서 파악하는 데서 비롯된다. 종합은 통일성 자체에서 출발하여 그 다양한 표현 속에서도 통일성을 결코 잃지 않을 때 비로소 존재할 수 있다. 이는 또한 형태를 초월하여 볼 수 있는 능력과 주요 진리에 대한 인식을 의미한다. 이러한 인식이 주어지면, 우리는 이러한 형태들 중 하나 또른 다른 형태를 자유롭게 사용할 수 있으며, 특정 전통에서는 이를 상징적으로 "방언의 은사"라고 부른다. 모든 전통적 형태들 간의 일치는 진정한 "동의어"를 나타낸다고 할 수 있다. 특히 르네 게농은 십자가가 다양한 형태로 거의 모든 곳에서, 그리고 아주 먼 옛날부터 마주치는 상징이라고 썼다. 따라서 십자가는 기독교 전통에만 국한된 것이 아니며, 다른 전통적 상징과 마찬가지로 다양한 의미로 해석될 수 있다.
개인은 그 자체로 절대적이고 완전한 통일체라기보다는 오히려 상대적이고 단편적인 통일체일 뿐이다. 존재의 다양한 상태, 즉 "근본적인 형이상학적 진리"는 존재의 다양한 상태의 효과적인 실현을 의미하며, 이슬람 밀교를 포함한 다양한 전통 교리에서 '보편적 인간'이라는 용어로 지칭하는 개념과 관련있다. 아랍어로 al-Insân-al-kâmil은 동시에 '원초적 인간'(al-Insân-al-qadîm)을 의미하며, 히브리 카발라의 아담 카드몬이자 극동 전통의 '왕'(도덕경, 25장)이기도 하다. '보편적 인간'이라는 개념은 보편적 현현과 개별적 인간 양상 사이에 구성적 유추를 확립한다. 혹은 서양 헤르메스주의의 언어를 사용하자면 '거시우주'와 '미시우주' 사이에 유추를 확립한다.
이러한 고찰을 통해 가장 보편적인 의미의 십자가의 기하학적 상징주의를 고찰할 수 있다. 대부분의 전통 교리는 '보편적 인간'의 실현을 어디에서나 동일한 기호로 상징하는데, 게농에 의하면 이는 원초적 전통에 직접적으로 연관된 기호 중 하나이기 때문이다. 그 기호는 바로 십자가의 기호이며, 존재의 모든 상태가 조화롭고 순응적으로, 통합적으로 확장되어 "충분함"과 "고양"이라는 이중적 의미로 완전한 교감을 통해 이러한 실현을 이루는 방식을 매우 분명하게 나타낸다.

### 존재의 다중 상태

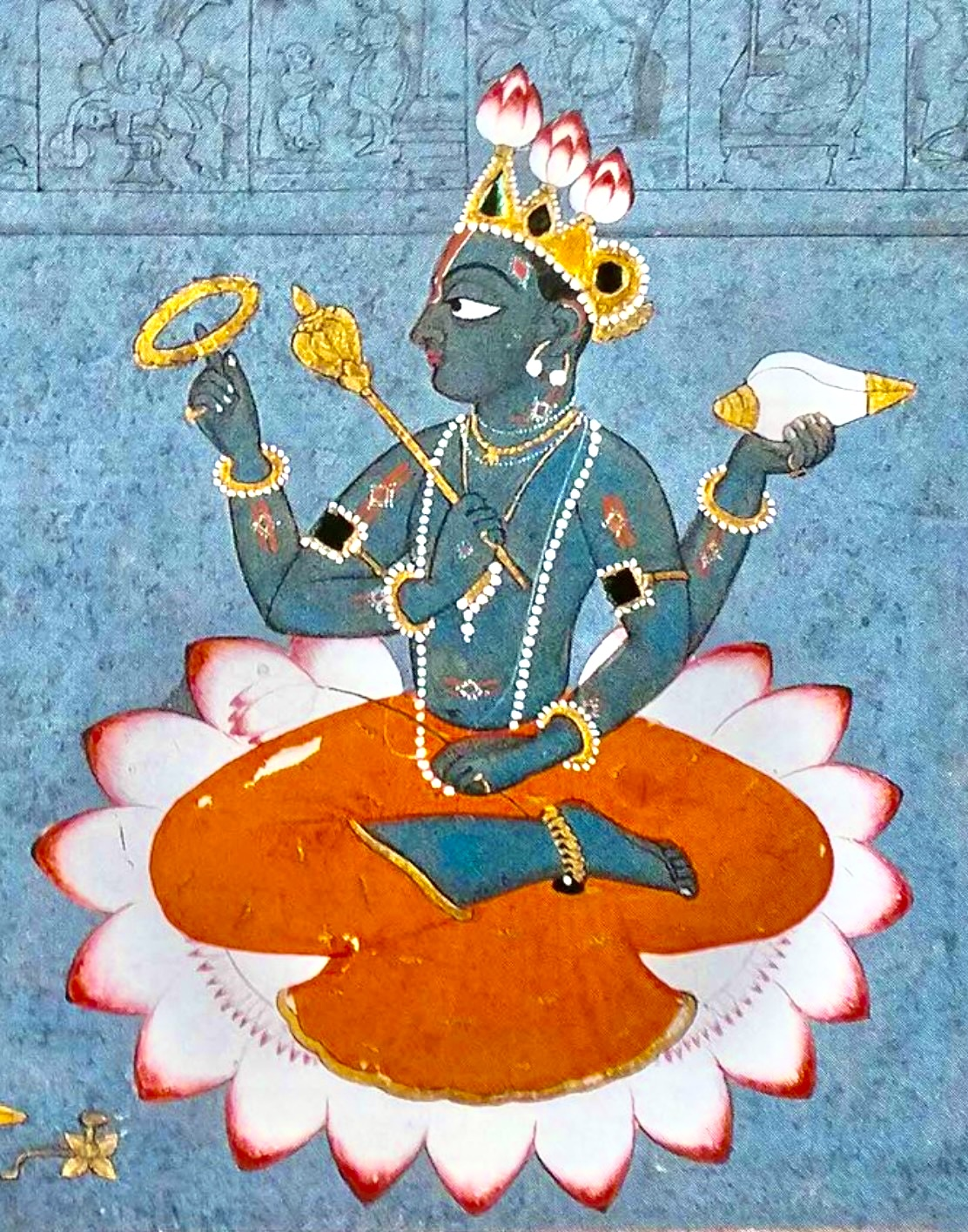
나라야나는 힌두교 전통에서 비슈누의 이름 중 하나로, 문자 그대로 "물 위를 걷는 자"를 의미하며, 복음서의 전통과 명백히 유사하다. "물의 표면", 즉 두 물의 분리면은 "천상의 광선"이 반사되는 면으로 묘사된다. 이는 개인에서 우주로의 전환이 이뤄지는 상태를 나타내며, "물 위를 걷는다"는 잘 알려진 상징은 형상으로부터 해방, 즉 개인적 조건으로부터의 해방을 상징한다.(르네 게농, 존재의 다중 상태, 12장 "두 가지 혼돈")

이 책은 이미 십자가의 상징주의에서 다룬 교리인 존재의 다중 상태를 확장하며, 그 책에서 드러난 기하학적 표현은 제쳐두고 "이 근본적인 이론의 전체 범위를 드러내기 위해" 사용한다. 무엇보다도 "보편적 가능성"과의 관계에서 구상된 "형이상학적 무한"의 필요성이 주장된다. "무한은 그것을 지칭하는 용어의 어원에 따르면 한계가 없는 것"이다. 따라서 그것은 절대적으로 한계가 없는 것에만 적용될 수 있으며, 공간, 시간, 양과 같은 다른 한계에 종속되면서 특정 한계에서 면제되는 것, 다시 말해 무한, 운명, 본성 내에 속하는 무수한 다른 모든 것에는 적용될 수 없다. 무한한 가능성과 보편적 가능성 사이에는 구분이 없다. 이 용어들 사이의 상관관계는 단지 무한한 가능성의 경우, 그 능동적인 측면으로 숙고되는 반면 보편적 가능성은 그 수동적인 측면을 가리킨다는 것을 나타낼 뿐이다. 이 두 측면은 힌두 교리에서 브라흐마와 그 샤크티의 두 가지 측면이다. 이로부터 "가능성과 실재성의 구분은 [...] 형이상학적 타당성이 없다. 모든 가능성은 그 자체의 본성에 맞는 방식에 따라 그 나름대로 실재하기 때문이다"라는 결론이 도출된다. 이는 "존재"와 "비존재"에 대한 형이상학적 고찰로 이어진다.

우리가 [...] 존재를 보편적 의미에서 현현의 원리로 정의하고, 동시에 그 자체로 모든 현현의 가능성의 총체를 포함한다고 한다면, 존재는 완전한 가능성과 일치하지 않기 때문에 무한하지 않다고 말해야 한다. 그리고 현현의 원리로서의 존재는 비록 모든 현현 가능성을 포괄하지만, 그것들이 실제로 현현되는 한에서만 그러하기 때문에 더욱 그렇다. 따라서 존재 밖에는 나머지 모든 것, 즉 비현현의 모든 가능성과 현현되지 않은 상태에 있는 현현 가능성 그 자체가 있다. 그리고 이러한 것들 중에 존재 자체가 포함되는데, 존재는 현현의 원리이기 때문에 현현에 속할 수 없으며, 결과적으로 그 자체로 현현되지 않는다. 다른 용어가 없기에 우리는 존재 밖에 있고 존재를 넘어서는 모든 것을 "비존재"라고 지칭해야 하지만, 우리에게 이 부정적인 용어는 결코 '무(無)'의 동의어가 아니다.

에를 들어, 우리의 현재 상태는 그 물질적 양태에서 공간, 시간 "물질"(즉, 양), "형상", 그리고 생명이라는 다섯 가지 조건으로 정의된다. 그리고 이 다섯가지 조건은 다섯가지 물질적 요소(힌두 교리의 부타, 아래 참조)와 상관관계를 맺어 우리 세계와 존재 상태에서 모든 생명체(물질적 잉태를 지닌 우리 자신 포함)를 창조한다. 그러나 우주적 현현은 다른 조건이나 가능성에 상응하는 모든 존재 상태를 포함하여 비교할 수 없을 정도로 광활하나, 존재 그 자체가 우주적 현현의 원리이다.
여기에는 다중 상태 이론의 토대와 "존재의 단일성"(wahdatul-wujûd)이라는 형이상학적 개념이 포함된다. 이 개념은 예를 들어 이슬람 밀교에서 모히딘 이븐 아라비가 발전시켰다. 단일성과 다중성의 관계는 비존재에 대한 더 정확한 "묘사"로 이어진다. 비존재에는 다중 상태라는 문제가 있을 수 없다. 왜냐면 이 영역은 본질적으로 미분화되고 심지어 무조건화되기 때문이다. "미분화는 고유한 방식으로 존재할 수 없다." 하지만 우리는 여전히 비현현의 상태에 대해 유비적으로 이야기한다. 비존재는 "형이상학적 영"이며 논리적으로 단일성보다 선행한다. 그렇기에 힌두 교리는 이 점에서 "비이원성"(advaita)에 대해서만 이야기한다. 꿈 상태 연구에서 도출된 유사한 고려 사항은 단일성과 다중성의 관계를 이해하는 데 도움이 된다. 인간 존재의 현현 양식 중 하나인 꿈 상태에서, 인간 존재는 그 개체성의 미묘한(즉, 비물질적인) 부분에 상응하는데, "존재는 전적으로 그 자신으로부터 발생하는 세계를 만들어내며, 그 안의 대상들은 (깨어있는 상태의 감각적 지각과는 대조적으로) 정신적 이미지들로만 구성된다. 다시 말해, 미묘한 형태로 옷을 입은 관념들의 조합으로 이루어지며, 이러한 미묘한 형태는 본질적으로 개인 자신의 미묘한 형태에 의존한다. 더욱이 꿈의 상상적 대상들은 우연적이고 이차적인 변형에 불과하다." 르네 게농은 인간 개체성의 특징적 요소로서 개별 의식과 정신적인 것("마음")의 가능성을 연구한다. 10장("무한의 한계")에서 그는 형이상학적 실현(해탈, 즉 "최고 정체성")이라는 개념으로 돌아간다. "어둠"이라는 개념의 상위적 의미가 도입되는데, 특히 "두가지 혼돈"이라는 제목의 장에서 제자가 "형식적 가능성"의 영역을 벗어날 때 영적 깨달음의 과정에서 어떤 일이 일어나는지 설명한다. 존재의 다중적 상태는 모든 전통에서 발견되는 "영적 위계"라는 개념과 본질적으로 연관된다. 따라서 "지식을 통한 존재의 깨달음"이라는 보편적 과정이 설명된다.

### 동양 형이상학
게농은 1925년  12월 17일 소르본 대학에서 학술대회를 열었다. 이 학술대회는 르네 알렌디 박사가 설립한 "새로운 사상을 탐구하는 철학과 과학 연구 단체"가 주최했다. 이 협회의 목적은 국가적 경쟁을 극복하고 동서양의 화해를 촉진하는 데 기반한 유럽연합을 성찰하는 것이었다. 게농은 연합은 문화간 차이를 초월할 수 있는 진정한 "지성"의 회복을 통해서만 가능하다고 반복해서 설명했으며, 이것이 그가 연설에서 진정한 "지성"이라고 부르는 것이 무엇인지 명확히 한 이유이다. 소르본 대학 학술대회는 1926년 저널 Vers Unité에 여러 부분으로 출판됐고 1939년에는 책으로 출간됐다.
회의에서 게농은 자신이 진정한 "지성"과 "형이상학"이라고 부르는 것이 무엇인지 명확히했다. 이러한 관점은 민족 간의 연합을 재건하고자 하는 영적 엘리트를 구성하는 데 필수적이었다. 그는 형이상학이 "문자 그래도 물리학 너머에 있는 것", 즉 자연 너머에 있는 것을 의미한다고 설명했다. 그는 이것이 현현된 세계를 넘어서, 따라서 모든 현상을 넘어서는 것을 요구한다는 사실을 강조했다. 따라서 형이상학은 비일상적인 현상을 포함한 현상과는 아무런 관련이 없다. 형이상학은 존재의 영역을 넘어서야하며, 따라서 존재론을 넘어서야한다. 그는 "형이상학은 초이성적이고 직관적이며[주체-객체 이원론을 넘어] 직접적인 지식"(반면 이성적 지식은 간접적)이라고 덧붙였다. 이 지식에 이르는 길에는 "단 하나의 필수적인 준비, 즉 [전통적인 교리가 함축하는] 이론적 지식"만 필요하다. 하지만 그는 이 모든 것이 가장 중요한 수단인 "집중"없이는 이루어질 수 없다고 분명히 했다. 게농은 이어서 영적 여정의 여러 단계를 다음과 같이 설명했다.
- 우선, 시간적 조건을 넘어 "영원함의 감각"에 상응하는 "원초적 상태"에 도달한다. 이 상태에서 사람은 "따라서 시간으로부터 자유로워지고, 사물의 겉보기 연속성은 [...] 동시성으로 변환된다." 이것이 "작은 비밀"의 궁극적인 목표이다(고대 그리스인들이 작은 그리고 큰 비밀의 고전적 명칭에 부여한 의미와 함께).
- (주체와 객체의 구분을 넘어서는 직관적 지식을 통해 얻을 수 있는) 형태를 초월한 초개인적(비인간적) 상태의 달성
- 존재와 비존재의 분리를 넘어 "모든 제한으로부터 자유로워진 절대적으로 조건 없는 상태"에 도달하는 것. 그는 실제로 "이 목표는 존재 너머에 있다"고 썼다. 이 상태는 "해탈"을 통해 도달된다. 이것이 엘레우시스 밀의종교에서 "큰 신비"의 목표이다.

## 입회와 영적 실현

헤르메스의 카두케우스: 작은 비밀의 소유와 관련된 상징의 예시이며, 수평적 이중성의 예시를 보여준다(두 마리 뱀의 머리가 수평적 이중 위치에 놓여있어 삶과 죽음과 같은 명백한 이중성을 나타낸다). 게농은 힌두교 연구에서 이 상징과 쿤달리니 샤크티 사이의 관계를 언급한다.

게농은 그의 저서 "힌두 교리 연구 입문"에서 "형이상학은 앎과 존쟁의 동일성을 긍정하며, 단지 긍정하는 것이 아니라 깨닫는다"고 썼다. 깨달음의 효과적 수단은 입회라고 불리는 것에서 찾을 수 있다. 이 주제에 대해 그가 쓴 글들은 나중에 두 권의 책으로 정리됐는데, 그중에는 1946년 출간된 입회에 대한 관점과 1952년 그의 사후에 출간된 입회와 영적 깨달음이 있다.
게농은 이 지식에 이르는 길에는 "단 하나의 필수적인 준비, 즉 [전통적인 교리가 함축하는] 이론적 지식"만 필요하다고 선언했다. 하지만 그는 이 모든 것이 가장 중요한 수단인 "집중"없이는 이루어질 수 없다고 분명히 했다. 입회서에 대한 합리적인 연구와 의식 수행은 영적 전수가 이루어지지 않으면 아무 소용이 없다. 예를 들어, 만트라를 암송하는 것은 입회 중에 스승이 전수한 '영적 영향' 없이는 무의미하다. 혼자서는 스스로 입회할 수 없다. 더욱이 게농에게 죽은 전통(고대 이집트, 켈트, 게르만 등)을 되살리려는 욕망은 아무런 의미가 없다. 영적 길을 지배하는 영적 법칙은 영적인 것이 아닌 심령적인 것과 관련된 마법이나 초자연적 현상과는 아무런 관련이 없다. 이러한 현상에 집착하는 것은 영적 발전에 장애물이다. 게농은 밀교와 그에 상응하는 현교를 결합해야하며 서로 다른 전통의 관행을 혼합해선 안 된다고 생각한다. 즉, 단 하나의 영적 길(이슬람, 기독교, 유대교 등)만 실행해야 한다.
1946년 제2차 세계대전 종전 직후 처음 출판된 입회에 대한 관점은 1932년과 1938년 사이에 Le Voile d'Isis(나중에 Études Traditionnelles로 개명)에 처음 실린 입회라는 핵심 주제에 대한 일련의 논문을 확장한 것이다. 입회는 특정 전통의 적절한 의식을 통해 "영적 영향"을 전수하는 것으로 소개된다. 관련 논문은 나중에 1952년 그의 사후 출간된 입회와 영적 실현에 실렸다. 게농은 입회라는 개념이 가장 일반적인 배경에서 소개되나, "무한한 수의 질문이 제기될 수 있기에" 이 주제에 대한 완전하고 포괄적인 책을 쓰는 것은 불가능하다고 썼다. "주제의 본질 자체가 어떤 한계에도 저항하기 때문이다." 그러나 입회라는 주제를 일반적인 관점에서 고찰할 때, 게농의 목표는 단순히 주제에 대한 소개를 넘어 입회와 관련된 것과 그렇지 않은 것은 명확히 구분하는 데 있다. 특히, 그는 "신비주의"와 입회의 본질적인 차이점에 대한 자신의 입장을 명확히 하는 데 주력한다. 즉, 그에게 입회는 본질적으로 신비주의와 양립할 수 없다는 것이다.

신비주의의 경우 개인은 자신에게 제시된 것과 그 제시 방식에 자신을 단순히 국한시키고, 그 문제에 대해 아무런 발언권도 갖지 않는다. [...] 반대로 입회의 경우 개인은 '깨달음'을 향한 주도권의 원천이며, 엄격하고 끊임없는 통제 하에 체계적으로 추구되며, 일반적으로 그 자체로 개인이 지닌 가능성을 넘어선다.

게농에 의하면, 밀교/현교 분리가 공식적으로 존재하지 않는 전통(힌두교, 밀교)이 있다. 중국에서는 두 가지가 서로에 대한 상대적인 자율성을 가진 채 완전히 분리돼 있다(현교의 경우 유교, 밀교의 경우 도교). 이 두 가지는 이슬람(샤리아와 타리카)과 유대교(모세 율법과 카발라)에서 겹치는데, 현교는 밀교로부터 자율성을 지니고 있는 반면 밀교는 전자에 기반을 두고 있다. 서양에서 기독교가 원래 강력한 밀교적 성격을 지니고 있었으나 로마 세계를 구하기 위해 섭리적인 방식으로 현화했다고 게농은 주장한다. 기독교 성례전은 밀교에서 현교적 지위로 옮겨갔다(이는 그의 대담자들 사이에서 논쟁의 여지가 됐다). 중세 시대에는 기독교 입회 단체가 존재했는데, 가장 중요한 것은 성전사였다. 이 수도회가 파괴된 후, 기독교 밀교는 점점 더 폐쇄되고 공식 교회와 분리됐다. 프리메이슨과 콩파뇨나주는 마지막 서구 입회 의식을 계승했다. 게농에게 가톨릭 교회는 진정한 종교적 차원을 유지했으나 밀교적 차원을 잃어 더 이상 최종적인 구원에 접근할 수 없게 됐다. 르네상스 이후 신비주의는 신성에 도달하게 해주지만 간접적이고 종종 통제할 수 없는 방식으로 그러한, 입회의 길보다 열등한 수동적인 길이다. 프리메이슨은 입회 전수를 유지해왔으나, 낮은 입회(기사도 입회의 잔재와 섞이고 거래된 입회)에 관한 것이라는 사실 외에도, 18세기에 활동적인 프리메이슨에서 사변적인 프리메이슨으로의 전환으로 인해 사실상의 입회에서 효과적인 입회로의 전환이 막혔고, 후자는 의심스러운 작업을 행사함으로써 이루어져야했다. 더 심각한 것은, 프리메이슨이 19세기에 입회 역할에서 부분적으로 벗어나 더 반전통적(반가톨릭) 방향으로 정치에 헌신했다는 것이다. 게농은 오랫동안 가톨릭교회와 프리메이슨의 일부 구성원이 동맹을 맺어 완전한 엘리트(가톨릭 종교와 크리스천 프리메이슨을 결합)를 재건할 수 있기를 바랐다. 그는 동양의 스승들이 때때로 이러한 전통을 영적으로 되살릴 수 있을 것이라고 생각했다.
기독교에 대한 밀교와 현교의 구분 적용, 신비주의에 대한 게농의 입장, 그리고 가톨릭 성사가 입회적 성격을 잃었다는 주장은 강력한 비판의 대상이 되어왔다. 바로 이 지점이 게농과 프리트요프 슈온 사이의 단절로 이어졌다. 게농의 밀교 사상은 특히 라틴어권 국가의 프리메이슨에 상당한 영향을 미쳤다. 데이비드 비송에 의하면, 르네 게농의 밀교 재정의는 "앙투안 페브르가 구상하고 발전시킨 서양 밀교 역사에서 필수적인 장"으로 간주된다. 후자는 게농의 중요성과 서양 밀교 흐름 속에서 그의 전통 개념에 기반을 두고 있다고 주장하는 흐름의 중요성을 강조했다.
입회의 주제에서 게농은 고대 그리스인들이 작은 비밀과 큰 비밀의 고전적 이름에 부여한 의미를 다음과 같이 설명한다. "그것들은 입회의 '유형'이 다른 것이 아니라, 같은 입회의 단계 혹은 정도이다." 작은 비밀은 "인간 상태의 완성"으로 이어진다. 즉, "원시상태"의 회복으로 전통적으로 지정된 것, 단테가 신곡에서 "지상낙원"과 관련지은 상태이다. 반면, "큰 신비"는 "초인간 상태의 실현"을 적절하게 나타낸다. 이는 힌두교의 "해탈" 교리와 이슬람 밀교에서 "보편적 인간의 실현"이라고 부르는 것과 일치한다. 후자의 전통에서 "작은" 비밀과 "큰" 비밀은 "el-insân el-qadîm"(원시적 인간)과 "el-insan el-kâmil"(보편적 인간)이라는 용어의 의미와 정확히 일치한다. 이 두 단계는 "수평적" 및 "수직적" 실현이라는 십자가의 상징주의의 해석과 관련있다. 또한 이 두 개념은 서양 헤르메스주의에서 전통적으로 왕의 입회와 사제의 입회라는 용어로 지칭되는 것과 각각 일치한다.

## 형이상학, 헤르메스주의 및 우주론의 다른 저서

### 힌두교의 우주순환교리
게농은 특정 (그리고 극도로 복잡한) 우주론, 즉 힌두교의 우주 순환 교리에 대한 몇 가지 예비적인 측면을 소개한다. 예를 들어 "우주 순환 교리에 대한 몇 가지 논평"이라는 논문에서 이를 확인할 수 있다. 그는 이 이론과 그에 상응하는 다양한 전통적 형태의 이론들을 개괄적으로 설명하는 것은 "문제 자체가 매우 복잡할 뿐만 아니라, 특히 유럽 언어로, 그리고 이러한 사고방식을 전혀 접해 본 적이 없는 오늘날의 서구적 사고방식으로는 이해하기 어려운 방식으로 표현하는 것이 극도로 어렵기 때문에" 사실상 불가능한 일이라고 썼다. 이러한 측면에서 가능한 것은 "해당 교리의 의미를 실제로 설명하기보다는 그 의미에 대한 암시만 던질 수 있는" 몇 가지 논평을 통해 몇 가지 요점을 명확히 하는 것뿐이다.
용어의 가장 일반적인 의미에서, 주기는 "어떤 현현 상태의 발전 과정을 나타내는 것"으로 간주되어야 하며, 더 작은 주기의 경우 그 상태의 다소 제한적이고 특수화된 양식 중 하나를 나타내는 것"으로 간주되어야 한다. 또한, "모든 것을 보편적 존재 속에 연결하는 대응 법칙에 따라, 같은 순서의 다른 주기들 사이 또는 주요 주기와 그 2차적 구분 사이에는 필연적으로 그리고 항상 어떤 유추가 존재한다." 이는 주기에 대해 말할 때 동일한 표현 방식을 사용할 수 있게 하지만, 이는 종종 상징적으로만 이해돼야하며, 여기서는 특히 주기 교리가 제시되는 '연대기적' 형식을 암시한다. 칼파는 세계의 전체적인 발전, 즉 우주적 존재의 상태 또는 정도의 발전을 나타내므로, "우리 세계에서처럼 시간이 결정 요인 중 하나인 상태와 관련이 없는 한, 어떤 시간적 척도에 따라 계산된 칼파의 지속에 대해 문자 그대로 말할 수 없다는 것은 명백하다." 다른 모든 곳에서 이 지속은 순전히 상징적일 뿐이며 유비적으로 전환되어야한다. 시간의 연속은 '시간 외적' 원인과 결과의 연속에 대한 논리적이면서도 존재론적인 이미지일 뿐이기 때문이다.
칼파 안에는 14개의 만반타라, 즉 연속적인 마누의 시대가 있으며, 이는 두 개의 7단계 시리즈를 형성한다. 첫번째 시리즈는 과거와 현재 만반타라를 모두 포함하고, 두번째 시리즈는 미래 만반타라이다. 현재 인류는 칼파의 일곱번째 만반타라에 있다. 이 두 시리즈는 일곱개의 스바르가와 일곱개의 파탈라 시리즈와 연결될 수 있다. "존재의 정도 또는 우주적 현현의 위계 관점에서 볼 때, 이들은 각각 인간 상태보다 높고 낮은 상태를 나타낸다." 또 다른 대응관계는 세계가 나뉜 일곱개의 드비파 또는 '영역'과 관련있다. 비록 그것들을 지정하는 단어의 적절한 의미에 따르면 이것들은 공간에 특정한 방식으로 분포된 섬이나 대륙으로 표현되지만, 이것을 문자 그대로 받아들이지 않고 단순히 현재 지구의 다른 부분으로 간주하지 않도록 주의해야한다. 게농은 이것들이 동시에가 아니라 차례로 '나타나며', 특정 기간 동안 감각 영역에 하나만이 나타난다고 썼다. 만약 그 기간이 만반타라라면, 각 드비파는 칼파에 두 번 나타나거나 방금 언급한 7주기 시리즈에 한 번씩 나타나야 하며, 이는 모든 유사한 경우, 특히 스바르가와 파탈라와 마찬가지로 서로 역으로 대응한다는 결론을 내려야한다. 드비파의 출현순서도 두번째 시리즈에서 첫번째 시리즈의 순서와 반대여야한다는 것을 추론할 수 있다. 이것은 엄밀히 말하면 '지역'이 아니라 지상세게의 다른 '상태'의 문제이다. 잠부드비파는 실제로 현재 상태의 전체 지구를 나타낸다(단지 물질적인 형태가 아니라). 그리고 그것이 우리 세게가 공천하는 '축' 산인 메루의 남쪽으로 확장된다고 하면,

"이는 메루가 북극과 상징적으로 동일시되어 지구 전체가 실제로 메루를 기준으로 남쪽에 위치하기 때문이다. 이를 더 완벽하게 설명하려면 드비파가 분포되는 공간 방향의 상징성과, 이 공간적 상징성과 전체 순환 교리의 기반이 되는 시간적 상징성 사이의 상응 관계를 발전시켜야 할 것이다."

르네 게농은 드비파를 이러한 방식으로 바라보는 것은 '일곱 땅'을 언급하는 다른 전통, 특히 이슬람 밀교와 히브리 카발라에서 발견되는 유사한 자료에서도 확인된다고 기술한다. 따라서 후자의 경우, 이 '일곱 땅'은 표면적으로는 가나안 땅의 여러 부분으로 표현되나, '에돔의 일곱 왕'의 통치와 관련있으며, 이는 첫번째 시리즈의 일곱 마누와 명백히 일치한다. 그리고 이 모든 것이 '생명의 땅'에 포함되며, 이는 우리 세계의 완전한 발전을 나타내며, 그 주된 상태가 영구적으로 실현됐다고 여겨진다.

여기서 우리는 두 가지 관점이 공존함을 알 수 있다. 하나는 그 자체의 현현을 가리키는 연속성의 관점이고, 다른 하나는 그 원리 또는 '원형'이라고 부를 수 있는 것을 가리키는 동시성의 관점이다. 그리고 근본적으로 이 두 관점 사이의 대응은 어떤 면에서 우리가 힌두 전통의 드비파와 관련하여 방금 언급한 시간적 상징주의와 공간적 상징주의 사이의 대응과 동일하다.

"이슬람 밀교에서  '일곱 땅'은 아마도 훨씬 더 명확하게, 공존하고 어떤 면에서는 서로 침투 하지만 현재 감각으로 접근할 수 있는 것은 오직 하나뿐이고 다른 것들은 잠재적 상태에 있으며 예외적으로 그리고 특별한 조건에서만 인지될 수 있는 수많은 타바캇(tabaqāt) 또는 지상 존재의 '범주'로 나타난다." 이러한 것들 역시 이 세계의 전체 지속기간동안 서로 이어지는 다양한 기간동안 차례로 외부적으로 나타난다. 한편, '일곱 땅' 각각은 쿠트브(Qutb) 또는 '극점'에 의해 지배되는데, 따라서 이는 땅이 나타나는 기간의 마누와 매우 명확하게 대응한다. 그리고 이 일곱 악탑(Aktab)은 다른 마누들이 아디-마누(Adi-Manu) 혹은 원초적 마누에 종속되는 것처럼 최고의 '극점'에 종속된다. 그러나 이 '일곱 땅'은 공존하기 때문에 어떤 면에서는 영구적이고 동시에 그 기능을 수행한다. 게농은 "'극'이라는 명칭이 메루의 극지적 상징과 밀접한 관련이 있다는 점을 지적할 필요는 거의 없다"고 썼다. 메루 자체는 어쨌든 이슬람 전통에서 카프산에 정확히 상응하는 존재이다. 그리고 일곱개의 지상 '극'은 일곱 행성 하늘을 각각 주재하는 일곱 행성 하늘을 각각 주재하는 일곱 천상의 '극'을 반영하는 것으로 여겨진다. 이는 자연스럽게 힌두 교리의 스바르가와 일치하며, 이는 두 전통이 이 점에서 완벽하게 일치함을 보여준다."
유가는 만반타라의 구분이며, 그 수는 네 개로, 공간적 상징주의에서 네 개의 기본 방향에 해당한다. 네 유가와  그리스-라틴 고대의 금, 은, 청동, 철의 네 시대는 명백히 동일시된다. 게농은 다양한 인도 텍스트에서 유가의 기간으로 주어진 숫자는 상징적으로 받아들여야 하며, 실제 정확한 결정에는 심층적이고 구체적인 지식이 필요하다고 썼다. 이 숫자들은 종종 다양한 전통적 이유로 결정되지 않은 수의 0이 표기에 추가되어 있기 때문이다.  게농은 유가의 기간 결정에 대한 지침을 제공한다. 만반타라의 총 기간이 10으로 표현된다면, 네 유가의 기간은 다음과 같다.
- 크리타 유가 혹은 사트야 유가: 4, 25920년에 해당.
- 트레타 유가: 3, (19440년).
- 드와파라 유가: 2, (12,960년).
- 칼리 유가: 1, (6480년).

따라서 만반타라의 분할은 10 = 4 + 3 + 2 + 1이라는 공식으로 이루어지며, 이는 피타고라스의 테트라크티스의 역수이다. 이 마지막 공식은 서양 헤르메스주의에서 '정사각형의 순환'이라고 부르는 것과 일치하며, 다른 하나는 '원의 정사각형화'라는 반대 문제에 해당한다. 이는 순환의 끝과 시작의 관계, 즉 전체 발전의 통합을 정확하게 표현한다. 게농은 "우리는 현재 칼리 유가의 발전단계에 있다"고 썼다.

### 이슬람의 문자 과학

알라의 이름. 아랍어 서예. 알라라는 단어의 숫자 값은 다음과 같다.
1 + 30 + 30 + 5 = 66. 힌두 교리에서는 존재의 효과적인 총체를 '해탈'이라고 부르고, 이슬람 밀교에서는 '보편적 인간'이라고 부른다. 이슬람 밀교에서 보편적 인간이란 한 쌍의 '아담-이브'(Adam wa Hawwa)로 표현되며 알라와 같은 숫자인 66을 가지고 있는데, 이는 '최고 정체성'을 표현하는 수단으로 볼 수 있다(십자가의 상징주의, 3장)

게농은 nirukta에 대한 지식이 베다 경전의 내적 의미를 밝히는 반면 이슬람에서는 문자 과학이 이슬람 밀교의 핵심이며, 현교와 밀교는 종종 '껍질'(qishr)과 '핵심'(lubb) 또는 원주와 그 중심에 비유된다고 썼다. 밀교와 이슬람 교리와의 관계에 대해 그는 아랍어 단어 tariqah와 haqiqah(수단과 목적)을 언급하고 "밀교"의 일반적인 의미는 taṣawwuf라는 용어로 지정된다고 언급했다. 게농에 따르면 후자의 용어는 정확히 '입회'로만 번역될 수 있다. 그리고 taṣawwuf가 밀교적이고 입회적인 교리를 지칭하는 반면, 그는 이슬람 밀교를 지칭하는 [파생] 용어인 '수피즘'(sufism)에 의문을 제기한다.

"특정 학파에 적합한 교리를 'ism' 접미사로 암시하는 불행한 단점이 있는데, 현실에선 그렇지 않다. 문제의 유일한 학파는 turuq인데, 이들은 기본적으로 서로 다른 방법을 나타내며 교리의 근본적인 차이가 있을 가능성은 없다. 왜냐면 '통일교리는 독특하기'(at-tawhidu wahid) 때문이다.

게농에 의하면, 수피(sūfi)라는 단어의 어원은 의심할 여지 없이 풀 수 없다. "이 단어에는 동등하게 타당한 어원이 너무 많아서 하나만 참일 수 없다." 그에게 이 단어는 순전히 상징적인 이름이며, 엄밀히 말하면 언어적 어원을 필요로 하지 않는다. "소위 어원은 기본적으로 음성적 유사성일 뿐이며, 더욱이 특정 상징주의의 법칙에 따르면 해당 단어를 둘러싼 부속어로 다소나마 분류되는 다양한 개념들 간의 관계에 효과적으로 대응한다."

그러나 아랍어의 특성(히브리어와 공유하는 문자)을 고려할 때, 단어의 가장 중요하고 근본적인 의미는 문자의 숫자 값에서 찾을 수 있다. 사실, 특히 주목할만한 것은 수피라는 단어를 구성하는 문자의 숫자 값의 합이 al-Hikmatu'l-ilahiya, 즉 '신성한 지혜'와 같은 숫자를 갖는다는 것이다. 따라서 진정한 수피는 이 지혜를 소유한 사람, 즉 al-'arif bi' Llah, 즉 '신을 통해 아는 사람'이다. 신은 자신에 의해서만 알려질 수 있으며, 이것이 최고 또는 '전체' 수준의 지식 또는 haqiqah이다.

그런 다음 게농은 아랍어 문자의 숫자적 의미에 관해 taṣawwuf에서 사용된 상징주의를 소개한다.

모든 세계를 둘러싼 신성한 '왕좌'(al-Arsh al-Muhit)는 원으로 표현된다. 중앙에는 ar-Rūh[영]가 있고, '왕좌'는 원주에 위치한 8명의 천사에 의해 지지되는데, 처음 4명은 4개의 기본 방향에 있고 다른 4명은 4개의 중간 지점에 있다. 이 천사들의 이름은 숫자 값에 따라 배열된 다양한 문자 그룹으로 구성되어 있으며, 이 이름들을 합치면 알파벳의 모든 문자를 구성한다. 문제의 알파벳은 28자이지만, 처음에 아랍 알파벳은 히브리 알파벳과 정확히 일치하는 22자만 있었다고 한다. 이를 통해 22자만 사용하는 작은 자프르와 28자를 사용하고 모두 다른 숫자 값을 갖는 큰 자프르를 구별한다. 게다가 피타고라스의 테트라크티스 정리에 따르면 10이 4에 포함되는 것처럼 28(2+8=10)은 22(2+2=4)에 포함된다고 할 수 있다. 즉 1+2+3+4=10이며, 사실 보충문자 여섯개는 원래 문자 여섯개에 점을 하나 더해서 생긴 변형일 뿐이고, 같은 점을 지우면 원래 문자 여섯개로 즉시 복원된다.

| ā/' ا | 1 | y/ī ي | 10 | q ق  | 100  |
| b ب   | 2 | k ك   | 20 | r ر  | 200  |
| j ج   | 3 | l ل   | 30 | sh ش | 300  |
| d د   | 4 | m م   | 40 | t ت  | 400  |
| h ه   | 5 | n ن   | 50 | th ث | 500  |
| w/ū و | 6 | s س   | 60 | kh خ | 600  |
| z ز   | 7 | ' ع   | 70 | dh ذ | 700  |
| H ح   | 8 | f ف   | 80 | D ض  | 800  |
| T ط   | 9 | S ص   | 90 | Z ظ  | 900  |
|       |   |       |    | gh غ | 1000 |

네 개의 이름으로 이루어진 두 그룹은 각각 알파벳의 정확히 절반, 즉 14개의 글자를 포함하고 있으며, 각각 다음과 같은 방식으로 분포돼있다(주요 지점에 있는 처음 네 천사와 중간 지점에 있는 두 번째 천사 단체를 고려할 때):
- 전반: 4 + 3 + 3 + 4 = 14
- 후반: 4 + 4 + 3 + 3 = 14

각 글자의 합으로 형성된 8개 이름의 숫자 값은 자연스럽게 순서대로 다음과 같다.
- 1 + 2 + 3 + 4 = 10
- 5 + 6 + 7 = 18
- 8 + 9 + 10 = 27
- 20 + 30 + 40 + 50 = 140
- 60 + 70 + 80 + 90 = 300
- 100 + 200 + 300 + 400 = 1000
- 500 + 600 + 700 = 1800
- 800 + 900 + 1000 = 2700

마지막 세 이름의 값은 처음 세 이름의 값에 100을 곱한 값과 같다. 처음 세 개가 1에서 10까지의 숫자를 포함하고, 마지막 세 개가 100에서 1000까지의 숫자를 포함한다는 점에 주목하면 이는 명확하다. 두 그룹 모두 4 + 3 + 3으로 균등하게 분포돼있다.
알파벳의 전반의 값은 처음 네 이름의 값을 합친 값이다: 10 + 18 + 27 + 140 = 195. 마찬가지로, 후반부의 값은 마지막 네 이름의 값을 합한 값이다: 300 + 1000 + 1800 + 2700 = 5800. 마지막으로, 알파벳 전체의 값을 합하면 195 + 5800 = 5995이다.

"이 숫자 5995는 대칭성이 놀랍다. 중앙 부분은 알라의 '속성'의 수인 99이고, 바깥쪽 숫자는 처음 열개의 숫자를 합한 55를 이루며, 그 10진수는 다시 두 부분으로 나누어진다(5 + 5 = 10). 게다가 5 + 5 = 10과 9 + 9 = 18은 처음 두 이름의 수치 값이다."

그런 다음 al-Qutb al Ghawth[최고 극점]의 일반적인 상징주의와의 연결이 고려된다.

### 신체적 존재의 조건
일부 베다 텍스트, 아드바이타 베단타, 이슬람 밀교, 히브리 카발라, 기독교 헤르메스주의 및 기타 전통에서 중요한 역할을 하는 5대 요소 교리는 르네 게농이 두 편의 논문에서 부분적으로 드러냈다. 한 논문은 신체적 존재의 조건이라는 제목으로 1912년 저널 La Gnose (영지)에 게재되었고(Miscellanea라는 책에 재인쇄됨) 다른 논문은 훨씬 후인 1935년에 게재된 힌두교의 5대 요소 교리(힌두교 연구이라는 책에 재인쇄됨)이다. 첫번째 논문의 누락된 부분은 결코 출판되지 않았으나 르네 게농은 이 문제에 대한 보다 완전한 연구를 쓰겠다는 의사를 여러번 발표했다(십자가의 상징주의, 존재의 여러 상태). 5대 요소와 조건의 교리의 몇몇 측면은 그의 모든 작품에서 여러번 사용됐다: 십자가의 상징주의, 무한소 미적분의 원리, 위대한 삼위일체(생명력 조건에 관하여), 양의 통치와 시대의 징조의 첫 두 장(형태의 개념에 관하여) 등. 그러나 게농은 이 주제에 대한 포괄적인 서론을 쓰지 않았고, 이는 일부 작가들의 논평을 촉발했다.
이 두 논문에서 그는 카필라의 상키야에서 발췌한 고찰을 시작으로 원소 교리와 "육체적 존재의 조건"을 설명한다. 5대 원소 또는 부타는 물질 세계의 기본 실체이다. 라틴어로 "불", "공기", "물" 등의 명칭은 순전히 상징적인 것이며, 그것들이 지칭하는 대상과 혼동돼선 안 된다. "우리는 원소를 물리적 물질의 다양한 진동 양식, 즉 물질이 우리의 물질적 양식의 각 감각에 (자연스럽게 순전히 논리적인 연속으로) 순차적으로 지각될 수 있는 양식으로 볼 수 있다." 5대 부타는 생성 순서(흡수 또는 미분화 상태로의 복귀 순서와는 반대)에 따라 다음과 같다.
1. âkâsha: 에테르,
2. vâyu: 공기,
3. têjas: 불,
4. ap: 물,
5. prithvî: 땅.

우리 세계에서 "본질-실체"의 이원성이 나타나기 때문에, 이 다섯가지 부타는 다섯가지 "기본본질"과 대응한다. "이들은 탄마트라라는 이름을 가지고 있으며 [...] 문자 그대로 '척도' 혹은 '할당'을 의미하며, 우주적 존재에서 특정한 품질이나 '본질'의 적절한 영역을 한정한다. [...] 이러한 탄마트라는 미묘한 질서를 지니고 있기에 물질적 요소와 그 조합과 달리 감각으로 인지할 수 없다. 이들은 '관념적으로'만 상상할 수 있다." 이 다섯가지 본질은 기본적인 감각적 특성과 일부 유기적 능력과 연관된다. 청각적 혹은 음향적 특성인 샤브다 (शब्द), 만질 수 있는 스파르샤' (स्पर्श), 가시적 루파 (रूप)("형태와 색상의 이중 의미"), 맛있는 라사 (रस), 후각적 간다 (गन्ध). 오행과 오감 사이에는 대응관계가 있다. 에테르는 청각(śrotra), 공기는 촉각(tvak), 불은 시각(cakṣus), 물은 미각(rasana), 땅은 후각(ghrāṇa)에 대응한다.

"각 부타는 그에 대응하는 탄마트라와 후자에서 나오는 감각 및 행동 능력을 갖추고 있으며, 생성 순서대로 바로 앞의 부타에 흡수된다. 흡수 순서는 다음과 같다. 첫째, 후각적 특성(ghanda), 후각(ghrāṇa), 운동 능력(pada)을 갖춘 흙(prithvî); 둘째, 맛의 특성, 미각(rasana), 파악 능력(pani)을 갖춘 물(ap); 셋째, 시각적 특성(rūpa), 시각(cakṣus), 배설 능력(payu); 넷째, 촉각적 특성(sparśa), 촉각(tvak), 생성 능력(upashta)을 갖춘 공기(vâyu); 다섯째, 음향적 특성(shabda), 감각을 갖춘 에테르(âkâsha). 청각(śrotra)과 언어 능력(vach)이 포함되고, 마지막으로 마지막 단계에서 전체가 '내면의 감각'(manas)으로 흡수된다."

5가지 부타는 다음과 같은 신체적 존재의 5가지 조건과 결합된다.
1. 공간(확장 및 "안정화" 측면에서 비슈누와 연결됨),
2. 시간(변형 측면에서 시바와 연결됨 - '형태의 흐름'),
3. 물질(제2질료, 즉 수량),
4. 형태,
5. 삶.

"신체적 존재의 조건"이라는 논문에서 그는 처음 두 부타에 대해 시간과 공간의 측정과 어떤 관련이 있는지 설명하고, "힌두교의 5대 요소 이론"에서는 각각의 보편적 현현과 공존하는 세가지 구나(guna), 즉 본질적 특성의 우세가 "요소의 영역"의 기하학적 표현을 정의하는 데 도움이 된다고 설명한다.

### 고전적 원자론과 연속체
'자연주의적' 경향은 물리철학자들의 영향을 받은 그리스와 달리 인도에서는 발전하지 못하고 확장되지 않았다. 특히 원자론(현대적 의미의 "원자"와 "기본입자"가 아니라, 전체 물질세계가 구성됐다고 여겨지는 분리할 수 없는 물체의 존재와 관련된 고전적 의미)은 베다에 공식적으로 반대되는 개념으로, 특히 오행설과 관련해 그렇다. 고전적 원자론은 "원자 또는 아누(anu)는 잠재적으로 적어도 하나 또는 다른 원소의 본성을 공유하며, 모든 물체는 '인지할 수 없는' 힘 또는 아드리슈타(adrishta)의 작용으로 다양한 종류의 원자가 모여 형성된다고 가정한다"고 명시한다. 원자론의 오류는 이러한 원자들이 물질적  질서 내에 존재한다고 가정하는 반면, 모든 물질적 존재는 필연적으로 합성적이라는 사실에서 비롯된다. 즉, "항상 확장된다는 사실, 즉 공간적 조건에 따라 분할될 수 있기 때문이다."(비록 물질적 영역에서 분할가능성에는 필연적 한계가 있다)

단순하거나 분할할 수 없는 것을 찾기 위해서는 공간 밖으로 나가야하며 따라서 신체적 존재를 구성하는 특수한 표현 양식 밖으로 나가야한다.

데바나가리 옴

게농은 '나눌 수 없다'는 말의 진정한 의미에서, 부분이 없는 원자는 연장이 없어야하며, "연장이 없는 원소들의 합은 결코 연장을 형성할 수 없다"고 썼다. 따라서 "원자"는 물체를 구성할 수 없다. 게농은 또한 원자론을 반복하기 위해 샹카라차리아에서 나온 주장을 재현한다.

두 사물은 그 자체의 일부 또는 전체에 의해 서로 접촉할 수 있다. 원자는 부분이 없기 때문에 첫 번째 가설은 받아들일 수 없다. 따라서 두 원자의 집합은 일치에 의해서만 실현될 수 있다고 말하는 두 번째 가설만 남는다. [...] 두 원자가 결합되면 단일 원자보다 더 많은 공간을 차지하지 않는다는 것이 명백히 뒤따른다.

이 문제는 "부분보다 논리적으로 앞서는" 전체 개념과 관련해 무한소 계산의 원리에서 다루어질 것이며, 또한 십자가의 상징주의에서도 다루어질 것이다. 후자에서 그는 "두 점 사이의 기본 거리"에 대해 언급하고, 무한소 계산의 원리에서는 선분의 끝이 더 이상 연장 영역에 속하지 않는다고 주장한다. 이를 물질세계에 적용하면 "나누기를 조건으로 하는 공간적 가능성의 한계"를 도입하고 물질세계에 속하지 않는 "원자"(바로 고전적 원자론으로 지칭되는 개념)를 고려하게 된다. 전체 현상과 동일하고 보편적인 요소들의 "5배" 과정은 신체적 존재의 조건에서 고찰된다.
"점 자체는 공간에 담겨 있지 않으며, 어떤 식으로든 공간에 의해 조건지어질 수 없다. 오히려 점은 자신의 '자아성'으로부터 본질과 실체로 이중화되거나 극성화되는 것을 만들어내기 때문이다. 이는 점이 잠재적으로 공간을 담고 있다고 말하는 것과 같다. 점에서 발생하는 것은 공간이지, 공간에 의해 결정되는 것은 점이 아니다. 그러나 이차적으로 (모든 발현이나 외적 변화는 그 '내재적 본성'과 관련하여 우연적이고 우연적일 뿐이므로), 점은 무한한 증식(스스로에 의한) 잠재력의 실제적 확장을 실현하기 위해 공간 속에서 스스로를 결정한다. [...] [따라서] 확장은 점 자체의 잠재적 상태에서 이미 존재한다. 이 점은, 첫 번째 발현에서, 자신과 마주하기 위해 어떤 식으로든 이중화될 때에만, 실제 상태에서 존재하기 시작한다. 왜냐하면 그때 우리는 두 점 사이의 기본적인 거리에 대해 말할 수 있기 때문이다. [...] 그러나 기본적인 거리는 공간적 또는 기하학적 표현의 영역에서 이러한 이중화에 대응하는 것일 뿐이라는 점을 지적해야 한다 (이것은 우리에게 상징의 성격을 가질 뿐이다). 형이상학적으로, 이 점은 존재의 통일성과 주요 정체성, 즉 어떤 특별한 조건(또는 결정)과 모든 차별화 밖에 있는 아트마를 나타내는 것으로 여겨진다 . 이 점 자체, 이 점의 외재화 [...] 그리고 이들을 연결하면서 동시에 분리하는 거리(인과 관계를 함축하는 관계 [...])는 각각 우리가 존재 자체를 아는 것으로 간주되는(즉, 부디에서) [...] 삼원론의 세 가지 용어에 대응한다. 이 용어들은 [...] 서로 완벽하게 동일하며, Sat, Chit, Ananda로 지정된다."
특히 이러한 문제와 관련하여 양의 지배와 시대의 징조는 데카르트의 시간의 본질에 대한 이론에 반대하여 전개된다.

## 상징주의

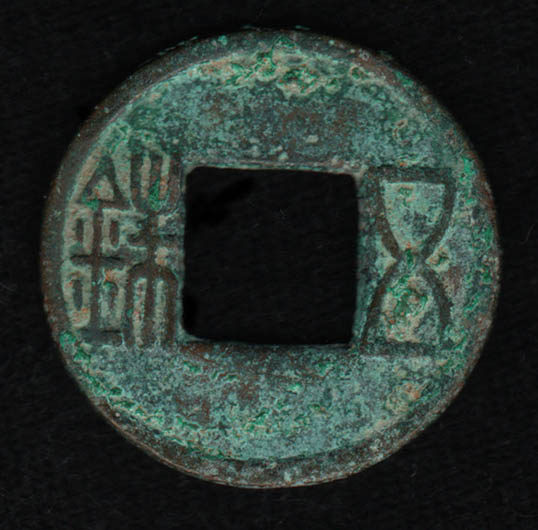
한나라 동전은 중앙에 사각형 구멍이 있으며 비유적 상징주의에 적용된다(본문참조).

상징주의가 단순한 '코드', 즉 인위적이거나 자의적인 의미와는 매우 다른 무언가를 지칭하며 "본질적이고 자발적인 반향력을 지닌다"는 것은 인정되나, 르네 게농에게 있어 이 '반항력'은 심리적 영역을 훨씬 뛰어넘는다. 상징주의는 "최고의 형이상학적 언어"이며, 모든 수준의 보편적 현현과 존재의 모든 구성요소를 연결할 수 있다. 상징주의는 인간이 본질적으로 일상 언어로는 설명할 수 없는 현실의 질서에 "동의"할 수 있는 수단이다. 르네 게농은 상징주의의 심오한 본질에 대한 이러한 이해는 동양의 지적(즉, 영적) 엘리트에 의해 결코 상실되지 않았다고 썼다. 그는 상징주의가 입회의 전수에 내재돼있으며, 이것이 인간에게 상징의 더 깊은 의미를 꿰뚫어 볼 수 있는 진정한 열쇠를 제공한다고 말한다. 이러한 관점에서 상징(시각적 혹은 청각적, 디크르, 신성한 이름의 반복)에 대한 명상은 입회와 영적 실현 모두에 필수적인 부분이다.

### 상징주의와 비유

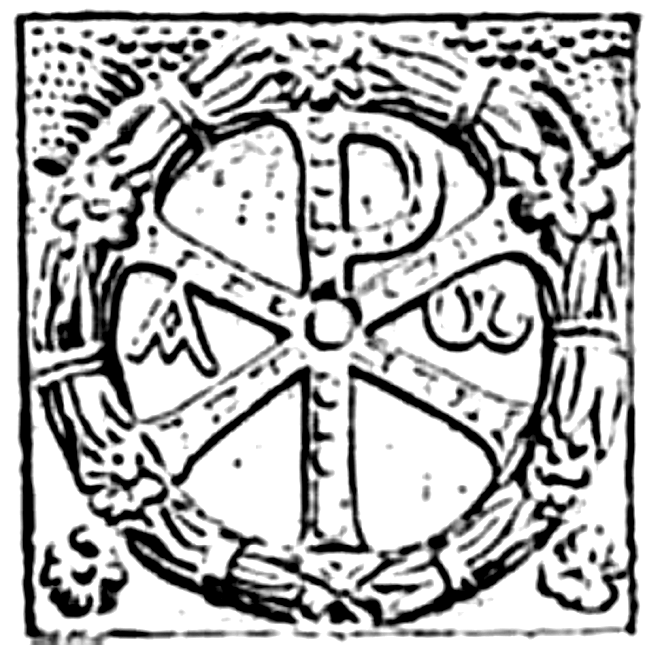
라바룸, 성유의 형상을 기반으로 한 상징.

르네 게농에게 예술은 단순히 감수성의 문제가 아니라 무엇보다도 지식과 이해의 문제이다. 마찬가지로 상징주의는 "수학적 엄밀함에 국한되지 않는" 개념적 광대함을 지닌다. 상징주의는 무엇보다도 하나의 과학이며, 가장 일반적인 의미에서 "다양한 현실 수준 사이에 존재하는 연결"에 기반한다. 특히 헤르메스주의에서 "아래와 위의 관계"로 사용되는 사용되는 공식에 따라 이해되는 유비 그 자체는 상징화됐을 가능성이 높다: 유비의 상징이 존재한다(하지만 모든 상징이 반드시 유비의 표현인 것은 아니다). 유비 관계는 본질적으로 "두 항의 역방향"에 대한 고찰을 수반하며, 일반적으로 기독교 도상학에서 성유라고도 불리는 원시적인 여섯 바퀴살에 대한 고찰을 기반으로 하는 유비의 상징은 이러한 "역방향"에 대한 고찰을 명확하게 나타낸다. 솔로몬의 인장의 상징에서 반대되는 두 삼각형은 두 개의 반대되는 삼항을 나타낸다. "그 중 하나는 다른 하나의 반사 혹은 거울 이미지와 같"고 "이것이 이 상징이 유추를 정확하게 표현하는 곳이다."

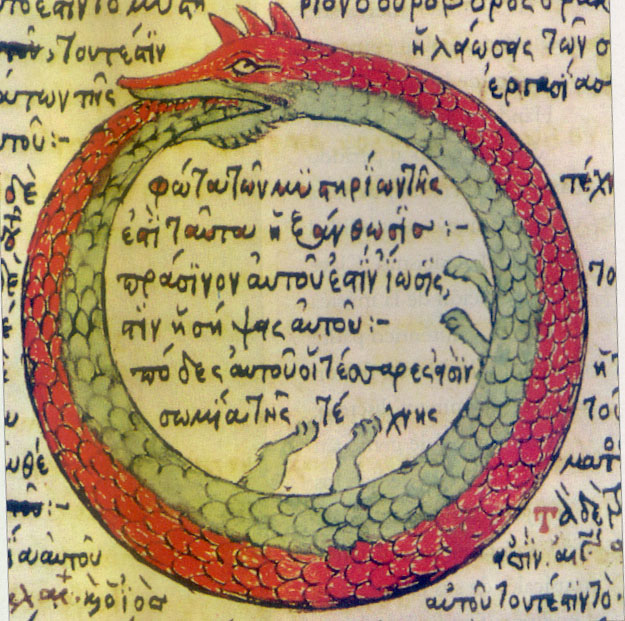
우로보로스의 원형 뱀은 아니마 문디의 상징이다. 뱀의 등쪽과 배쪽 부분에는 두가지 색깔이 있다는 점에 유의하라. 1478년 테오도로스 펠레카노스가 그린 그림으로, 연금술 논문 '시노시우스'에서 따온 것이다.

"역의미에 대한 이러한 고찰을 통해 르네 게농은 아난다 쿠마라스와미가 그의 연구 "거꾸로 된 나무"에서 보고한 것과 같은 일부 예술적 묘사에 대한 설명을 제시할 수 있다. 우주적 현현의 상징인 "세계수"의 일부 이미지는 뿌리가 위로 향하고 가지가 아래로 향한 나무를 표현한다. 이러한 위치는 두 가지 상호 보완적인 관점, 즉 현현의 관점과 원리의 관점을 반영한다. "역의미"에 대한 이러한 고찰은 게농이 언급하고 여러 차례 사용한 "상징주의 과학"의 요소 중 하나이다. 따라서 극동 전통에 속하는 몇가지 상징에 대한 설명에 주로 전념한 그의 저서 위대한 삼위일체에서, 하늘과 땅의 일반적인 상징은 순환적 발전의 관점에서 "구체"와 "입방체"와 연결돼있으며, 그들의 만남 지점은 스카이라인과 동일시되는데, 그 이유는 "하늘과 땅이 민감한 외형에 따라 만나는 곳이 바로 그 주변부, 즉 가장 먼 경계, 즉 지평선이기" 때문이다. "역의미"에 대한 고찰은 이러한 외형이 상징하는 현실에서 표면화하는데, "그 현실에 따라 그들은 반대로 중심을 통해 결합하기" 때문이다. 게농에 따르면, 여기에서 하늘이 "우주"에 제시하는 "복부 측면"과 그에 상응하는 땅이 나타내는 "척추" 측면의 상징성에 대한 설명이 나온다. 이 상징성은 중앙에 정사각형 모양이 뚫려있는 고대 중국 화폐의 모양을 설명한다(그림 참조). 마찬가지로, 아니마 문디의 상징 중 가장 흔한 것 중 하나는 뱀인데, 이는 종종 우로보로스의 원형 모양으로 표현된다.

"이 형태는 물질적 세계와 관련해서 본질의 측면에 있기에 정령적 원리에 적합하다. 그러나 물론 그것은 반대로 영적 세게와 관련해 실체의 측면에 있다. 따라서 그것을 고려하는 관점에 따라 본질이나 실체의 속성을 취할 수 있으며, 이는 그것을 말하자면 이중적 본성의 모습을 갖게 한다."

### 전통적 형태의 상징성과 통일성
르네 게농의 작품에서 상징주의의 중요성은 상징주의가 그의 표현대로 "최고의 형이상학적 언어"이기 때문에 발생한다. 상징주의는 다양한 전통의 다양한 표현과 개념을 연결하는 데 사용될 수 있다. 그의 작품에서 발견되는 다른 많은 사례들 중에서도, 상징주의는 위대한 삼위일체에서 예수 그리스도의 탄생에서 "성령의 활동"을 푸루샤 혹은 "천국"의 "무위"적인 활동과 연결하고, 프라크리티 혹은 "보편적 실체"를 나사렛의 마리아와 연결하는데 사용됐다. 이 상징주의에 따르면, 그리스도는 이후 "보편적 인간"과 동일시됐다. 그의 저서 십자가의 상징주의 또한 십자가의 상징을 이슬람 밀교의 자료와 연결한다.
게농은 상징주의에 대한 현대적 해석을 비판했는데, 이러한 해석은 종종 해당 상징에 대한 자연주의적 해석에 기반을 두었으며, 게농은 이를 사물의 상징이 사물 그 자체로 오인되는 경우로 간주했다. 그는 또한 칼 융과 같은 학자들에게서 발견되는 심리적 해석에도 비판적이었다.

### 상징주의와 원시적 전통
르네 게농은 동양에서 상징주의는 무엇보다도 지식의 문제라고 썼다. 따라서 그는 전통 상징 전시에 상당한 양의 저술을 할애했다. 이러한 글의 대부분은 미셸 발상이 사후의 작품인 신성한 과학의 기본 상징들에 수집됐다. 이 저서는 상당한 수의 상징, 특히 "세계의 중심", 베틸 루스 , 축의 상징, 심장의 상징, 순환적 현현 등의 선사 시대 상징을 해석하기 위한 수많은 열쇠를 놀라운 종합으로 제시한다. 게농에 의하면, 시간적 혹은 공간적으로 멀리 떨어진 서로 다른 전통적 형태로 동일한 상징이 존재한다는 것은 "원시적 전통"으로 거슬러 올라가는 공통된 지적, 영적 근원에 대한 단서가 될 것이다.

## 현대의 "신영성주의"
게농은 신지학회, 프랑스와 영국의 오컬트계의 유사 프리메이슨 단체, 그리고 영매술 운동을 비난했다. 이들은 1920년대에 쓴 그의 주요 저서 두 권, 신지학: 사이비 종교의 역사와 영매술의 오류의 주제였다. 그는 이러한 여러 단체의 종교혼합주의적 경향과 동양 교리를 해석하려는 시도에 수반되는 일반적인 유럽중심주의적 오해를 비난했다. 르네 게농은 특히 19세기와 20세기에 나타난 "반전통적" 흐름의 일부 측면을 발전시킨다. 이 주제에 대한 그의 첫번째 저서 신지학: 사이비 종교의 역사는 블라바츠키 부인의 신지학에 대한 상세한 역사적 고찰에 할애됐다. 게농은 양의 지배와 시대의 징조에서 더 자세히 설명된 그 운동 조직에서 수행한 역할과 개입을 조사한다. 그는 이를 "가짜 입회"라고 불렀다. 특히, 그는 진정한 정통 로지크루시안과 제휴 관계가 없는 "가짜 로지크루시안" 조직이라고 부른다. 여기에는 1867년 Robert Wentworth Little이 설립한 Anglia in Societas Rosicruciana, Dr. Franz Hartmann의 "비밀 장미 십자가의 수도회" 등이 있다. 그는 "비의"(블라바츠키 부인의 주요 작품)에서 신지학의 종교혼합적 성격과 진화론과의 연관성을 비난한다. 그는 또한 신지학회가 O.T.O.(1895년 칼 켈너가 설립하고 1905년 테오도르 로이스가 전파)와 20세기 초 앵글로색슨 "신영성주의"의 주요 인물들이 다수 소속된 황금새벽단 등 다수의 "가짜 입회자" 조직과 맺었던 역할과 관계를 조사한다. 일부 저자들은 게농의 신지학 분석이 결함있으며 신지학이 이슬람과 기독교에 실제로 적대적인지는 논란의 여지가 있다고 주장했다.
이러한 신영성주의의 주요 인물들은 바로 L.의 H.B.의 "내부 서클"의 일부 구성원으로, 영매술 운동을 촉발한 현상을 만들어냈을 Emma Hardinge Britten이 속해 있었다. 즉, 1848년에 태어난 또 다른 "반전통적" 조류였다. 이 주장을 뒷받침하기 위해 그는 Emma Hardinge Britten 자신의 진술에 의존하는데, 이는 훨씬 후인 1985년 프랑스 출판사 Editions Archè에서 L.의 HB 문서를 출판함으로써 확인될 것이다. 이 조직은 "Eulis Brotherhood"를 포함한 다른 비밀 사회의 유산을 부분적으로 받았을 것이다. 이 단체에는 르네 게농이 "매우 수수께끼 같은" 인물로 지정한 Paschal Beverly Randolph가 속해 있었다. 그는 "초능력과 영성의 혼란"과 특히 융 학파를 포함한 상징의 정신분석적 해석을 비난한다. 그는 상징에 대한 역전된 - 혹은 적어도 왜곡된 - 해석의 시작을 보고 이를 가장 확고하게 비난했다. 이 측면은 일부 연구에 반영돼있으며 특히 1999년에 Richard Noll이 출판한 책에서 우연히 융에 대해 신지학회가 수행한 역할에 대해 언급한다.
르네 게농의 평론가인 샤를 앙드레 질리스는 2009년에 모히딘 이븐 아라비의 저서("신성법에 비추어 본 이스라엘의 모독")를 바탕으로 게농이 도입한 '역전통'이라는 개념에 대한 몇 가지 통찰력과 발전을 제안하는 책을 출판했다.

## 저서

### 영어
- Introduction to the Study of the Hindu doctrines (Introduction générale à l'étude des doctrines hindoues, 1921)
- Theosophy: History of a Pseudo-Religion (Le Théosophisme – Histoire d'une pseudo-religion, 1921)
- The Spiritist Fallacy (L'erreur spirite, 1923)
- East and West (Orient et Occident, 1924)
- Man and his Becoming according to the Vedanta (L'homme et son devenir selon le Vêdânta, 1925)
- The Esoterism of Dante (L'ésotérisme de Dante, 1925)
- The King of the World (also published as Lord of the World, Le Roi du Monde, 1927)
- The Crisis of the Modern World (La crise du monde moderne, 1927)
- Spiritual Authority and Temporal Power (Authorité Spirituelle et Pouvoir Temporel, 1929)
- St. Bernard (Saint-Bernard, 1929)
- The Symbolism of the Cross (Le symbolisme de la croix, 1931)
- The Multiple States of the Being (Les états multiples de l'Être, 1932)
- Oriental Metaphysics (La metaphysique orientale, 1939)
- The Reign of Quantity and the Signs of the Times (Le règne de la quantité et les signes des temps, 1945)
- Perspectives on Initiation (Aperçus sur l'initiation, 1946)
- The Metaphysical Principles of the Infinitesimal Calculus (Les principes du calcul infinitésimal, 1946)
- The Great Triad (La Grande Triade, 1946)
- Initiation and Spiritual Realization (Initiation et réalisation spirituelle, 1952)
- Insights into Christian Esoterism (Aperçus sur l'ésotérisme chrétien, 1954)
- Symbols of Sacred Science (Symboles de la Science Sacrée, 1962)
- Studies in Freemasonry and Compagnonnage (Études sur la Franc-Maçonnerie et le Compagnonnage, 1964)
- Studies in Hinduism (Études sur l'Hindouisme, 1966)
- Traditional Forms and Cosmic Cycles (Formes traditionelles et cycles cosmiques, 1970)
- Insights into Islamic Esoterism and Taoism (Aperçus sur l'ésotérisme islamique et le Taoïsme, 1973)
- Reviews (Comptes rendus, 1973)
- Miscellanea (Mélanges, 1976)

#### 전집
New English translation, 23 volumes, Sophia Perennis (publisher)
- East and West (paper, 2001; cloth, 2004)
- The Crisis of the Modern World (paper, 2001; cloth, 2004)
- The Esoterism of Dante (paper, 2003; cloth, 2005)
- The Great Triad (paper, 2001; cloth, 2004)
- Initiation and Spiritual Realization (paper, 2001; cloth, 2004)
- Insights into Christian Esoterism (paper, 2001; cloth, 2005)
- Insights into Islamic Esoterism and Taoism (paper, 2003; cloth, 2004)
- Introduction to the Study of the Hindu Doctrines (paper, 2001; cloth, 2004)
- The King of the World (paper, 2001; cloth, 2004)
- Man and His Becoming According to the Vedanta (paper, 2001; cloth, 2004)
- Metaphysical Principles of the Infinitesimal Calculus (paper, 2003; cloth, 2004)
- Miscellanea (paper, 2003; cloth, 2004)
- The Multiple States of the Being tr. Henry Fohr (paper, 2001; cloth, 2004)
- Perspectives on Initiation (paper, 2001; cloth, 2004)
- The Reign of Quantity and the Signs of the Times (paper, 2001; cloth, 2004)
- The Spiritist Fallacy (paper, 2003; cloth, 2004)
- Spiritual Authority and Temporal Power (paper, 2001; cloth, 2004)
- Studies in Freemasonry and the Compagnonnage (paper, 2005; cloth, 2005)
- Studies in Hinduism (paper, 2001; cloth, 2004)
- The Symbolism of the Cross (paper, 2001; cloth, 2004)
- Symbols of Sacred Science (paper, 2004; cloth, 2004)
- Theosophy, the History of a Pseudo-Religion (paper, 2003; cloth, 2004)
- Traditional Forms and Cosmic Cycles (paper, 2003; cloth, 2004)

### 프랑스어
- Introduction générale à l'étude des doctrines hindoues, Paris, Marcel Rivière, 1921, many editions.
- Le Théosophisme, histoire d'une pseudo-religion, Paris, Nouvelle Librairie Nationale, 1921, many editions.
- L'Erreur spirite, Paris, Marcel Rivière, 1923, many editions including: Éditions Traditionnelles. ISBN 2-7138-0059-5.
- Orient et Occident, Paris, Payot, 1924, many editions, including: Guy Trédaniel/Éditions de la Maisnie, Paris. ISBN 2-85829-449-6.
- L'Homme et son devenir selon le Vêdânta, Paris, Bossard, 1925, many editions, including: Éditions Traditionnelles. ISBN 2-7138-0065-X.
- L'Ésotérisme de Dante, Paris, Ch. Bosse, 1925, many editions, including: Éditions Traditionnelles, 1949.
- Le Roi du Monde, Paris, Ch. Bosse, 1927, many editions, including: Gallimard, Paris. ISBN 2-07-023008-2.
- La Crise du monde moderne, Paris, Bossard, 1927, many editions, including: Gallimard, Paris. ISBN 2-07-023005-8.
- Autorité spirituelle et pouvoir temporel, Paris, Vrin, 1929, many editions, including: (1952) Guy Trédaniel/Éditions de la Maisnie, Paris. ISBN 2-85-707-142-6.
- Saint Bernard, Publiroc, 1929, re-edited: Éditions Traditionnelles. Without ISBN.
- Le Symbolisme de la Croix, Véga, 1931, many editions, including: Guy Trédaniel/Éditions de la Maisnie, Paris. ISBN 2-85-707-146-9.
- Les États multiples de l'Être, Véga, 1932, many editions, including: Guy Trédaniel/Éditions de la Maisnie, Paris. ISBN 2-85-707-143-4.
- La Métaphysique orientale, Editions traditionnelles, 1939, many editions. This is the written version of a conference given at The Sorbonne University in 1926.
- Le Règne de la Quantité et les Signes des Temps, Gallimard, 1945, many editions.
- Les Principes du Calcul infinitésimal, Gallimard, 1946, many editions.
- Aperçus sur l'Initiation, Éditions Traditionnelles, 1946, many editions.
- La Grande Triade, Gallimard, 1946, many editions.
- Aperçus sur l'ésotérisme chrétien, Éditions Traditionnelles (1954). ISBN (?).
- Aperçus sur l'ésotérisme islamique et le taoïsme, Gallimard, Paris,(1973). ISBN 2-07-028547-2.
- Comptes rendus, Éditions traditionnelles (1986). ISBN 2-7138-0061-7.
- Études sur l'Hindouisme, Éditions Traditionnelles, Paris (1967). ISBN (?).
- Études sur la Franc-maçonnerie et le Compagnonnage, Tome 1 (1964) Éditions Traditionnelles, Paris. ISBN 2-7138-0066-8.
- Études sur la Franc-maçonnerie et le Compagnonnage, Tome 2 (1965) Éditions Traditionnelles, Paris. ISBN 2-7138-0067-6.
- Formes traditionnelles et cycles cosmiques, Gallimard, Paris (1970). ISBN 2-07-027053-X.
- Initiation et Réalisation spirituelle, Éditions Traditionnelles, 1952. ISBN 978-2-7138-0058-0.
- Mélanges, Gallimard, Paris (1976). ISBN 2-07-072062-4.
- Symboles de la Science sacrée (1962), Gallimard, Paris. ISBN 2-07-029752-7.
- Articles et Comptes-Rendus, Tome 1, Éditions Traditionnelles (2002). ISBN 2-7138-0183-4.
- Recueil, Rose-Cross Books, Toronto (2013). ISBN 978-0-9865872-1-4.
- Fragments doctrinaux, doctrinal fragments from Guénon's correspondence (600 letters, 30 correspondents). Rose-Cross Books, Toronto (2013). ISBN 978-0-9865872-2-1.
- Paris-Le Caire, correspondence with Louis Cattiaux, Wavre, Le Miroir d'Isis, 2011. ISBN 978-2-917485-02-6.

## 같이 보기
- 호세 오르테가 이 가세트
- 귀족정
- 조제프 드 메스트르
- 전통주의 영원철학
- 율리우스 에볼라
- 서양 밀교
- 오스발트 슈펭글러